# فيرينك فالوب
فيرينك فالوب (بالمجرية: Fülöp Ferenc)‏ هو لاعب كرة قدم مجري، ولد في 22 فبراير 1955 في بودابست في المجر. شارك مع منتخب المجر لكرة القدم. أما مع النوادي، فقد لعب مع أولمبيك تشارلروا ونادي بودابست.

## وصلات خارجية
- فيرينك فالوب على موقع قاعدة بيانات كرة القدم.إي يو (الإنجليزية)
- فيرينك فالوب على موقع عالم كرة القدم.نت (الإنجليزية)